# Cherry - Innocenza perduta
Cherry - Innocenza perduta (Cherry) è un film del 2021 diretto da Anthony e Joe Russo.
Il film, con protagonista Tom Holland, è l'adattamento cinematografico dell'omonimo romanzo del 2018 scritto da Nico Walker, in parte autobiografico.

## Trama
Cherry abbandona gli studi e si arruola come medico dell'esercito in Iraq, rimanendo ancorato al pensiero della sua amata, Emily. Quando ritorna a casa, il trauma della guerra è visibile in lui e finisce in una spirale di droga e criminalità.

## Produzione
La casa di produzione AGBO, dei fratelli Russo, ha acquistato i diritti cinematografici del romanzo nell'agosto 2018, battendo Warner Bros. e Sony Pictures.

### Riprese
Le riprese del film, inizialmente fissate al 15 luglio 2019, sono iniziate l'8 ottobre 2019 e sono terminate nel febbraio 2020.
Come loro solito, anche per questo film i fratelli Russo hanno lavorato al montaggio durante le riprese, per poter riscrivere o rigirare alcune sequenze mancanti o non ottimali nello stesso periodo.
Tom Holland ha perso più di tredici chilogrammi per interpretare il protagonista, così come anche Ciara Bravo ha perso peso per la parte.

## Promozione
La prima clip promozionale del film è stata diffusa l'8 gennaio 2021 dai registi sul loro account Twitter, mentre il primo trailer è stato diffuso il 14 gennaio seguente.

## Distribuzione
La pellicola è stata distribuita nelle sale cinematografiche statunitensi a partire dal 26 febbraio 2021 e trasmessa su Apple TV+ dal 12 marzo dello stesso anno.

### Divieti
Il film è stato vietato ai minori di 14 anni.

## Accoglienza

### Critica
Sull'aggregatore Rotten Tomatoes il film riceve il 36% delle recensioni professionali positive con un voto medio di 5,2 su 10 basato su 198 critiche, mentre su Metacritic ottiene un punteggio di 44 su 100 basato su 45 critiche.
Le prime recensioni del film elogiano le prove di Tom Holland e Ciara Bravo, bocciando però il film: Glenn Kenny, del New York Times, ha dichiarato: "i fratelli Russo sono cineasti migliori di quanto si vede nei film del Marvel Cinematic Universe, e lo dimostrano qui, riuscendo ad avvicinarsi al cinema di Scorsese, e il film risulta così credibile e straziante, riuscendo a descrivere bene le problematiche della società statunitense; Matt Goldberg, di Collider, ha provato ammirazione per i registi per aver tentato di allontanarsi dalla tipologia dei loro ultimi film, ma il risultato non è stato dei migliori e sembra una brutta copia di Scorsese; Owen Gleiberman di Variety descrive il film come grintoso e stravagante ma troppo simile ad uno showreel, poco credibile e mai divertente come vorrebbe; Ian Sandwell di Digital Spy ha colto la mancanza di concentrazione e connettività dovuta alla voglia di raccontare troppo; Mick LaSalle del San Francisco Chronicle boccia il film dicendo che vederlo è tempo perso; Chris Evangelista, di /Film, boccia il tentato realismo del film, dove non è presente nulla di crudo ed onesto; Leah Greenblatt di Entertainment Weekly paragona la pellicola ad una brutta copia di Riverdale; Gabriele Niola su BadTaste boccia "un film scritto malissimo".

## Riconoscimenti
- 2021 – American Society of Cinematographers[16]
  - Candidatura per la miglior fotografia in un lungometraggio a Newton Thomas Sigel